# Нильссон, Май
Май Ингеборг Нильссон, в замужестве Лаффорг (швед. May Ingeborg Nilsson-Lafforgue; 5 мая 1921, Оре — 7 ноября 2009, Альбервиль) — шведская горнолыжница, специалистка по слалому. Представляла сборную Швеции по горнолыжному спорту в 1939—1948 годах, бронзовая призёрка чемпионата мира, восьмикратная чемпионка шведского национального первенства, участница зимних Олимпийских игр в Санкт-Морице.

## Биография
Май Нильссон родилась 5 мая 1921 года в популярном горнолыжном курорте Оре лена Емтланд, Швеция. Серьёзно заниматься горными лыжами начала в 1936 году в возрасте пятнадцати лет в лыжной школе в Сторлене, также проходила подготовку в местном спортивном клубе SLK Åre. Тренировалась вместе с сестрой Бритт и братом Оке, которые впоследствии тоже стали достаточно известными спортсменами.
В 1939 году впервые выиграла чемпионат Швеции по горнолыжному спорту и вошла в основной состав шведской национальной сборной. В том же сезоне добилась первого существенного успеха на международном уровне — побывала на чемпионате мира в Закопане и привезла оттуда награду бронзового достоинства, выигранную в слаломе (здесь её обошли только немка Кристль Кранц и швейцарка Гритли Шаад).
В дальнейшем в течение нескольких последующих лет Нильссон оставалась доминирующей горнолыжницей-слаломисткой Швеции, выигрывая почти все национальные первенства в данной дисциплине. Тем не менее, из-за начавшейся Второй мировой войны долгое время она не имела возможности выступать на международной арене.
Уже по окончании войны, став восьмикратной чемпионкой Швеции в слаломе, в 1948 году удостоилась права защищать честь страны на зимних Олимпийских играх в Санкт-Морице. В слаломе по сумме двух попыток закрыла десятку сильнейших, в скоростном спуске заняла 18 место, тогда как в зачёте комбинации показала 15 результат.
На Играх Нильссон познакомилась с французским горнолыжником Морисом Лаффоргом, в том же году вышла за него замуж и переехала на постоянное жительство во Францию. Их дочери Ингрид Лаффорг и Бритт Лаффорг пошли по стопам родителей, обе являются обладательницами Кубка мира по горнолыжному спорту.
Умерла 7 ноября 2009 года коммуне Альбервиль в возрасте 88 лет.